# Garbade (Familienname)

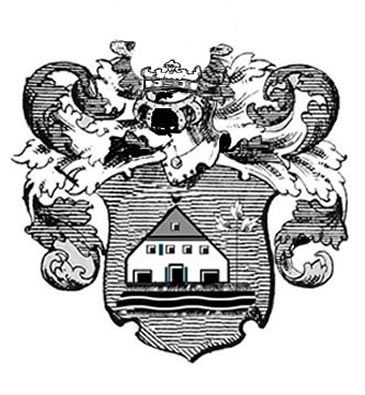
Wappen der Familie Garbade

Garbade ist ein deutscher Familienname.

## Herkunft und Bedeutung
Der Name Garbade ist seit dem 12. Jahrhundert in Bremen nachweisbar und entstammt dem deutschen adligen Geschlecht Garbade, das durch Karl IV. (HRR) in den Adel aufgenommen wurde. Das Familienwappen zeigt ein auf Wasser stehendes Gebäude, gekrönt von einem Hahn. Daneben steht ein nach oben gekrümmtes Holzstück, aus dem drei grüne Kleeblätter herauswachsen.
Nachweise der Vorfahren  findet man von Ritter Dietrich Garbade (-1658), dem Ratsherrn und Vorsteher des St.-Johannis-Kloster-Krankenhauses in Bremen (-1627 ), dem Gutsbesitzer Berend Garbade (1703–1766) und den Ratsherren von Bremen Theodor und Heinrich Garbade 1879 resp. 1881. Im 20. Jahrhundert stellte der Name Garbade zahlreiche Kaufleute in Deutschland, Kuba und den Vereinigten Staaten, wie Theodore Garbade oder Kenneth Garbade in den USA.
Der Ursprung des indischen Zweigs der Garbade in Maharashtra ist noch unbekannt. Der Name leitet sich dort jedoch höchstwahrscheinlich vom Sanskrit-Begriff Garbha („Mutterleib“) und Deep („eine kleine Steingutlampe“) ab.
Der Familienname kann sprachlich auf folgende Ursprünge zurückgeführt werden:
1. Auf Gar (niederländische Abwandlung von Ger = Wurfspieß). Althochdeutsch: Ger bodo : Speer Boote.
2. Auf: Gar / bade : Ostfriesisch: Deich / Bauer.

## Verbreitung
Weltweites Vorkommen des Familiennamens Garbade: rund 1597
Häufigstes prozentuales Vorkommen:
- Indien: 829
- Deutschland: 500, davon 240 in Bremen
- Vereinigte Staaten: 215
- Südafrika: 24
- Schweiz (und Liechtenstein): 16
- Brasilien: 7
- Großbritannien 3
- Argentinien 2
- Spanien: 1

## Varianten
- Garbade
- Garbaden
- Gerboth, Gerpott
- Gerbode: Hartwig, 13. Jahrhundert in Hamburg
- Gerboto: Sibeth, 1311 Erfurt
- Gerbode: Karl, 1286 Worms

## Namensträger
- Daniel Garbade (* 1957), Schweizer Kunstmaler, Illustrator und Verleger
- Dora Garbade (1893–1981), deutsche Wegbereiterin der Landfrauenbewegung
- Heinrich Garbade (1881–evtl. 1966), deutscher Architekt (Bremen)
- Kenneth D. Garbade (* 1946), US-amerikanischer Wirtschaftswissenschaftler
- Robert D. Garbade (1918–1983), Schweizer Filmemacher und Kameramann
- Steve Garbade (* 1979), US-amerikanischer Komponist und Sound Designer
- Theodore Garbade (1873–1961), deutsch-schweizerischer Kaufmann und Bankier